# Mistrzostwa świata w szachach 2016
Mistrzostwa świata w szachach 2016 – mecz szachowy o tytuł indywidualnego mistrza świata, rozegrany pomiędzy broniącym tytułu Magnusem Carlsenem z Norwegii a pretendentem Siergiejem Kariakinem z Rosji w dniach od 11 do 30 listopada 2016 roku w Nowym Jorku. Carlsen przystępował do rywalizacji jako panujący od 2013 roku mistrz świata, natomiast Kariakin zakwalifikował się do meczu jako zwycięzca turnieju pretendentów, który odbył się w marcu 2016 w Moskwie.
Pojedynek, zaplanowany na dystansie dwunastu partii z ewentualną dogrywką, okazał się wyrównany i rozpoczął od serii siedmiu remisów. Partię ósmą wygrał Kariakin i objął prowadzenie w meczu, jednak Carlsen zdołał zwyciężyć w dziesiątym starciu, wyrównując stan rywalizacji. Po tym, jak kolejne rundy zakończyły się remisami i rezultat spotkania wyniósł 6 : 6, odbyła się dogrywka.
Tam w formule czterech partii ze skróconym czasem do namysłu zaczęło się od dwóch remisów, po czym trzecią oraz czwartą partię dodatkową rozstrzygnął na swoją korzyść urzędujący mistrz świata. Tym samym Magnus Carlsen wygrał dogrywkę wynikiem 3 : 1 i triumfował w całym meczu stosunkiem 9 : 7, zachowując tytuł najlepszego szachisty globu.

## Geneza meczu
Mistrzostwa świata w szachach organizowane są przez Międzynarodową Federację Szachową i odbywają się według formuły bezpośredniego meczu pomiędzy panującym mistrzem a aspirującym do tytułu pretendentem, którego wyłania się za pomocą specjalnego turnieju pretendentów. Magnus Carlsen zdobył swój tytuł w 2013 roku, kiedy to najpierw zwyciężył w turnieju pretendentów, a następnie w meczu mistrzowskim pokonał ówczesnego czempiona Viswanathana Ananda z Indii wynikiem 6½: 3½. Już rok później doszło między tą dwójką do rewanżu, w którym ponownie lepszy okazał się Carlsen, tym razem wygrywając 6½: 4½. Kolejny mecz o mistrzostwo świata zaplanowano na listopad 2016 roku w Nowym Jorku.
Turniej pretendentów, który miał wyłonić meczowego rywala dla Carlsena, odbył się w dniach od 11 do 28 marca 2016 w Moskwie i zestawił przeciwko sobie ośmiu zawodników zakwalifikowanych różnymi drogami. Uczestnikami turnieju zostali: przegrany ostatniego meczu o mistrzostwo świata (Viswanathan Anand), zwycięzca oraz finalista Szachowego Pucharu Świata z 2015 roku (odpowiednio Siergiej Kariakin oraz Piotr Swidler), dwóch najlepszych graczy cyklu Grand Prix 2014/2015 (Fabiano Caruana oraz Hikaru Nakamura), dwóch zawodników z najwyższym uśrednionym rankingiem za 2015 rok (Weselin Topałow oraz Anish Giri), a także jeden gracz z dziką kartą przyznaną przez organizatorów (Lewon Aronian).
Rywalizacja w turnieju pretendentów odbyła się systemem dwukołowym, gdzie każdy uczestnik grał z każdym z przeciwników dwukrotnie – raz kolorem białym, a raz czarnym. Zdobywca największej ilości punktów uzyskiwał prawo do gry w meczu o szachową koronę z Magnusem Carlsenem. W przypadku identycznej zdobyczy punktowej przez kilku zawodników o miejscu w klasyfikacji decydował bilans bezpośrednich pojedynków między nimi, a później liczba wygranych partii w całym turnieju. Przed ostatnią rundą szansę na ostateczne zwycięstwo mieli Siergiej Kariakin i Fabiano Caruana, którzy w tejże rundzie mieli akurat zagrać ze sobą. Decydującą partię, jak i w efekcie cały turniej, wygrał grający białymi Kariakin, zostając po raz pierwszy w karierze pretendentem w walce o miano najlepszego szachisty na świecie.
| Poz. | Zawodnik          | Ranking | Wyniki | Wyniki | Wyniki | Wyniki | Wyniki | Wyniki | Wyniki | Wyniki | Wyniki | Wyniki | Wyniki | Wyniki | Wyniki | Wyniki | Wyniki | Wyniki | Punkty | Bezpośr. pojedynki | Wygrane partie |
| Poz. | Zawodnik          | Ranking | KAR    | KAR    | CAR    | CAR    | ANA    | ANA    | SVI    | SVI    | ARO    | ARO    | GIR    | GIR    | NAK    | NAK    | TOP    | TOP    | Punkty | Bezpośr. pojedynki | Wygrane partie |
| ---- | ----------------- | ------- | ------ | ------ | ------ | ------ | ------ | ------ | ------ | ------ | ------ | ------ | ------ | ------ | ------ | ------ | ------ | ------ | ------ | ------------------ | -------------- |
| 1    | Siergiej Kariakin | 2760    | –      | –      | 1      | ½      | 1      | 0      | ½      | ½      | ½      | ½      | ½      | ½      | 1      | ½      | 1      | ½      | 8½     |                    |                |
| 2    | Fabiano Caruana   | 2794    | ½      | 0      | –      | –      | 1      | ½      | ½      | ½      | ½      | ½      | ½      | ½      | 1      | ½      | ½      | ½      | 7½     | 1½                 |                |
| 3    | Viswanathan Anand | 2762    | 1      | 0      | ½      | 0      | –      | –      | 1      | ½      | 1      | ½      | ½      | ½      | ½      | 0      | 1      | ½      | 7½     | ½                  |                |
| 4    | Piotr Swidler     | 2757    | ½      | ½      | ½      | ½      | ½      | 0      | –      | –      | ½      | 1      | ½      | ½      | ½      | ½      | ½      | ½      | 7      | 3½                 |                |
| 5    | Lewon Aronian     | 2786    | ½      | ½      | ½      | ½      | ½      | 0      | 0      | ½      | –      | –      | ½      | ½      | 1      | ½      | ½      | 1      | 7      | 3                  | 2              |
| 6    | Anish Giri        | 2793    | ½      | ½      | ½      | ½      | ½      | ½      | ½      | ½      | ½      | ½      | –      | –      | ½      | ½      | ½      | ½      | 7      | 3                  | 0              |
| 7    | Hikaru Nakamura   | 2790    | ½      | 0      | ½      | 0      | 1      | ½      | ½      | ½      | ½      | 0      | ½      | ½      | –      | –      | 1      | 1      | 7      | 2½                 |                |
| 8    | Weselin Topałow   | 2780    | ½      | 0      | ½      | ½      | ½      | 0      | ½      | ½      | 0      | ½      | ½      | ½      | 0      | 0      | –      | –      | 4½     |                    |                |

Faworytem listopadowego pojedynku Carlsen – Kariakin, który miał się odbyć w kompleksie Fulton Market Building na nowojorskim Manhattanie, według większości fachowców oraz bukmacherów był broniący tytułu Carlsen, za którym przemawiał chociażby dodatni bilans dotychczasowych starć bezpośrednich z Kariakinem. Mecz wzbudzał zainteresowanie m.in. z tego powodu, iż nigdy wcześniej w walce o tytuł mistrza świata nie spotkali się tak młodzi szachiści. Zwycięzca jako nagrodę finansową miał otrzymać 600 tysięcy euro, natomiast pokonany mógł liczyć na zarobek w wysokości 400 tysięcy.

## Zasady meczu
Pojedynek według regulaminu miał być dwunastopartiowy, z czasem 100 minut dla zawodnika na wykonanie pierwszych 40 posunięć w partii, następnie z dodatkowymi 50 minutami na kolejne 20 ruchów, a później jeszcze z dalszymi 15 minutami na dokończenie danej rozgrywki. Jednocześnie gracze zyskiwać mieli po 30 sekund dodatkowego czasu za każde wykonane przez siebie posunięcie. W przypadku nierozstrzygniętego po dwunastu partiach rezultatu, następować miała dogrywka.
Dogrywkę miał stanowić czteropartiowy minimecz szachów szybkich, z tempem 25 minut na partię dla zawodnika i 10 sekundami bonifikaty czasowej za każdy ruch. W przypadku i tutaj remisowego wyniku, następnym krokiem byłaby rywalizacja dwupartiowa w szachach błyskawicznych, z czasem po 5 minut na partię i 3 sekundami bonifikaty za posunięcie. Takich dwupartiowych pojedynków nie mogło być jednak więcej aniżeli pięć. Wtedy rozegrano by jedną, ostateczną partię, która musiałaby już przynieść rozstrzygnięcie. Czarny kolor dysponowałby w niej czterema minutami na grę przy pięciu minutach dla białych, ale do zdobycia tytułu wystarczałby mu remis, przy czym wybór koloru figur otrzymywałby gracz wygrywający losowanie.
Sędzią głównym był Takis Nikolopoulos z Grecji. Pula nagród wynosiła 1 milion euro, gdzie wygrany otrzymywał 60% puli a przegrany 40%, ale jeśli doszłoby do dogrywki to podział wynosi 55%-45%.

## Przebieg meczu

### Faza zasadnicza
Mecz rozpoczął się spokojnie. W pierwszej partii grający białymi Carlsen zagrał nietypowe jak na ten poziom rozgrywek otwarcie atakiem Trompowskiego. Kariakin nie dał się jednak zaskoczyć i po serii wymian figur oraz wyrównanej pozycji obu stron w końcówce, konfrontacja zakończyła się remisem i podziałem punktu po 42 wykonanych posunięciach. Druga rozgrywka rozpoczęła się wariantem partii hiszpańskiej, lecz później nastąpiło podobne uproszczenie pozycji jak w pierwszym starciu i bez większej walki odnotowano remis po 33 ruchach.
Następne dwie rundy, które zawodnicy zdecydowali się także zapoczątkować wariantem hiszpańskim, przyniosły więcej emocji za sprawą śmielszych ataków ze strony urzędującego mistrza świata. Najpierw w partii trzeciej Carlsen lepiej poradził sobie z komplikacjami gry środkowej i zaczął wywierać presję na rywalu. Ten nie dał się przełamać, i mimo że w etapie gry końcowej posiadał o jednego pionka mniej, wybronił remis po 78 posunięciach. W czwartej potyczce obrońca tytułu uzyskał w otwartej pozycji przewagę pary gońców w kontrze do gońca oraz skoczka przeciwnika. Kariakin zbudował jednakże fortecę, której napierającemu Carlsenowi nie udało się sforsować i po 94. ruchu zawodnicy odeszli od stołu, dzieląc się kolejnym punktem.
| Partia          | Data         | Wynik partii | Wynik partii | Wynik meczu              |
| Partia          | Data         | Carlsen      | Kariakin     | Wynik meczu              |
| --------------- | ------------ | ------------ | ------------ | ------------------------ |
| Faza zasadnicza |              |              |              |                          |
| 1               | 11 listopada | ½            | ½            | remis ½: ½               |
| 2               | 12 listopada | ½            | ½            | remis 1 : 1              |
| 3               | 14 listopada | ½            | ½            | remis 1½: 1½             |
| 4               | 15 listopada | ½            | ½            | remis 2 : 2              |
| 5               | 17 listopada | ½            | ½            | remis 2½: 2½             |
| 6               | 18 listopada | ½            | ½            | remis 3 : 3              |
| 7               | 20 listopada | ½            | ½            | remis 3½: 3½             |
| 8               | 21 listopada | 0            | 1            | Kariakin prowadzi 4½: 3½ |
| 9               | 23 listopada | ½            | ½            | Kariakin prowadzi 5 : 4  |
| 10              | 24 listopada | 1            | 0            | remis 5 : 5              |
| 11              | 26 listopada | ½            | ½            | remis 5½: 5½             |
| 12              | 28 listopada | ½            | ½            | remis 6 : 6              |
| Dogrywka        |              |              |              |                          |
| 13              | 30 listopada | ½            | ½            | remis 6½: 6½             |
| 14              | 30 listopada | ½            | ½            | remis 7 : 7              |
| 15              | 30 listopada | 1            | 0            | Carlsen prowadzi 8 : 7   |
| 16              | 30 listopada | 1            | 0            | Carlsen zwycięża 9 : 7   |

W piątym – trwającym 51 posunięć i znowu remisowym – starciu zagrano partię włoską. Tym razem to Kariakin posiadł minimalną przewagę, zyskując większą aktywność figur i otwartą linię przy dyskomfortowo ustawionym królu rywala, czego jednak nie był w stanie zamienić na zwycięstwo. Szósta partia, zagrana ponownie według schematu hiszpańskiego, szybko doprowadziła do uproszczenia pozycji bez jakiejkolwiek przewagi i po wykonaniu 32 ruchów uzgodniono szósty remis.
Na półmetku rywalizacji wynik spotkania wynosił więc 3 : 3, przy czym to urzędujący mistrz okazał się być stroną bardziej atakującą, podczas gdy pretendent skupiał się przede wszystkim na obronie.
Siódmą batalię stoczono w konfiguracji obrony słowiańskiej i zakończono, bez większej próby sił, podziałem punktu po 33 ruchach. Nierównowagę na tablicy wyników przyniosła w końcu potyczka numer osiem, w której próbujący przerwać serię remisów Carlsen tak zapędził się w ofensywie, że naraził się na kończący kontratak ze strony grającego czarnymi Kariakina.
Carlsen rozpoczął tę partię rzadko spotykanym systemem Collego. Po debiucie powstała zagmatwana pozycja, wymagająca dłuższego analizowania, przez co obydwaj zawodnicy znaleźli się w niedoczasie. Mistrz świata postanowił ofiarować pionka w zamian za inicjatywę, a wkrótce także i kolejnego, co już wydawało się błędem, spowodowanym presją zegara. Jednakże Kariakin, też będący blisko limitu czasowego, sam popełnił błąd, nie znajdując optymalnej ścieżki i wydawało się, że dojdzie do następnego remisu. Carlsen jednak chciał za wszelką cenę takowego uniknąć i dalej naciskał na rywala, niemniej dobra koordynacja czarnego hetmana ze skoczkiem wymusiła na broniącym tytułu błąd, który przechylił szalę zwycięstwa na stronę pretendenta w 52. posunięciu. W tym momencie Kariakin objął prowadzenie w meczu i potrzebował zremisować pozostałe cztery partie, aby zostać mistrzem świata.
Dziewiątą rundę zawodnicy rozpoczęli wariacją partii hiszpańskiej. Carlsen w etapie gry środkowej, niezrażony ostatnim niepowodzeniem, podobnie jak uprzednio poświęcił pionka by zyskać dla swoich figur większe pole manewru. Podbudowany rezultatem meczu Kariakin sprawnie odparł naciski przeciwnika, a następnie doprowadził do końcówki, w której przewaga pionka dawała mu szansę na wygranie. Ostatecznie Carlsenowi udało się wybronić w batalii liczącej łącznie 74 ruchy.
Bezkompromisowa postawa Carlsena odniosła skutek w konfrontacji dziesiątej, którą grający kolorem białym urzędujący mistrz w końcu wygrał po 75 posunięciach, wyrównując stan meczu. Rozpoczęło się znów od otwarcia hiszpańskiego, po czym Carlsen szybko zboczył z utartych schematów i wykonał teoretycznie nieoptymalne posunięcia, zmuszające jednak do myślenia. Strategia ta okazała się o tyle skuteczna, że Kariakin w 20. ruchu przeoczył sytuację, w której mógł bądź to wymusić remis poprzez powtarzanie pozycji, bądź korzystną dla siebie sytuację w etapie końcowym. Tymczasem wkrótce to Carlsen uzyskał przewagę pozycyjną i zaczął naciskać na rywala, by w końcu po jego błędzie uzyskać przewagę materialną w postaci jednego pionka. Następnie przewagę tą skutecznie zrealizował, doprowadzając Kariakina do rezygnacji i wygrywając swoją pierwszą partię w meczu.
Jedenasta odsłona rywalizacji przyniosła szybki remis w partii hiszpańskiej, kiedy po 34 posunięciach sytuacja była na tyle równoważna i uproszczona, że zawodnicy bez większego wahania zgodzili się na podział punktu. Jeszcze szybszym remisem zakończyła się ostatnia, dwunasta partia, która trwała zaledwie 30 posunięć, granych bezpiecznie ponownie w wariancie hiszpańskim.
W ten sposób po dwunastu partiach wynik meczu wyniósł 6 : 6 i do jego rozstrzygnięcia potrzebna była dogrywka.

### Dogrywka
Po dniu przerwy przystąpiono do dogrywki, czyli czteropartiowej rywalizacji w szachach szybkich. W pierwszej dodatkowej potyczce białym kolorem zagrał Kariakin i na szachownicy kolejny raz rozegrano partię hiszpańską. Carlsen szybko wyrównał pozycję czarnymi, a że przeciwnik nie szukał komplikacji, to po serii wymian upraszczających grę uzgodniono remis po 37 ruchach.
|   | a | b | c | d | e | f | g | h |   |
| 8 | c8 – Biała wieża · e7 – Czarny goniec · f7 – Czarny pionek · g7 – Czarny pionek · h7 – Czarny król · b6 – Czarny pionek · d6 – Czarny pionek · h6 – Biały hetman · f5 – Biała wieża · h5 – Biały pionek · e4 – Biały pionek · f3 – Biały pionek · a2 – Czarna wieża · f2 – Czarny hetman · h2 – Biały pionek · h1 – Biały król | c8 – Biała wieża · e7 – Czarny goniec · f7 – Czarny pionek · g7 – Czarny pionek · h7 – Czarny król · b6 – Czarny pionek · d6 – Czarny pionek · h6 – Biały hetman · f5 – Biała wieża · h5 – Biały pionek · e4 – Biały pionek · f3 – Biały pionek · a2 – Czarna wieża · f2 – Czarny hetman · h2 – Biały pionek · h1 – Biały król | c8 – Biała wieża · e7 – Czarny goniec · f7 – Czarny pionek · g7 – Czarny pionek · h7 – Czarny król · b6 – Czarny pionek · d6 – Czarny pionek · h6 – Biały hetman · f5 – Biała wieża · h5 – Biały pionek · e4 – Biały pionek · f3 – Biały pionek · a2 – Czarna wieża · f2 – Czarny hetman · h2 – Biały pionek · h1 – Biały król | c8 – Biała wieża · e7 – Czarny goniec · f7 – Czarny pionek · g7 – Czarny pionek · h7 – Czarny król · b6 – Czarny pionek · d6 – Czarny pionek · h6 – Biały hetman · f5 – Biała wieża · h5 – Biały pionek · e4 – Biały pionek · f3 – Biały pionek · a2 – Czarna wieża · f2 – Czarny hetman · h2 – Biały pionek · h1 – Biały król | c8 – Biała wieża · e7 – Czarny goniec · f7 – Czarny pionek · g7 – Czarny pionek · h7 – Czarny król · b6 – Czarny pionek · d6 – Czarny pionek · h6 – Biały hetman · f5 – Biała wieża · h5 – Biały pionek · e4 – Biały pionek · f3 – Biały pionek · a2 – Czarna wieża · f2 – Czarny hetman · h2 – Biały pionek · h1 – Biały król | c8 – Biała wieża · e7 – Czarny goniec · f7 – Czarny pionek · g7 – Czarny pionek · h7 – Czarny król · b6 – Czarny pionek · d6 – Czarny pionek · h6 – Biały hetman · f5 – Biała wieża · h5 – Biały pionek · e4 – Biały pionek · f3 – Biały pionek · a2 – Czarna wieża · f2 – Czarny hetman · h2 – Biały pionek · h1 – Biały król | c8 – Biała wieża · e7 – Czarny goniec · f7 – Czarny pionek · g7 – Czarny pionek · h7 – Czarny król · b6 – Czarny pionek · d6 – Czarny pionek · h6 – Biały hetman · f5 – Biała wieża · h5 – Biały pionek · e4 – Biały pionek · f3 – Biały pionek · a2 – Czarna wieża · f2 – Czarny hetman · h2 – Biały pionek · h1 – Biały król | c8 – Biała wieża · e7 – Czarny goniec · f7 – Czarny pionek · g7 – Czarny pionek · h7 – Czarny król · b6 – Czarny pionek · d6 – Czarny pionek · h6 – Biały hetman · f5 – Biała wieża · h5 – Biały pionek · e4 – Biały pionek · f3 – Biały pionek · a2 – Czarna wieża · f2 – Czarny hetman · h2 – Biały pionek · h1 – Biały król | 8 |
| 7 | c8 – Biała wieża · e7 – Czarny goniec · f7 – Czarny pionek · g7 – Czarny pionek · h7 – Czarny król · b6 – Czarny pionek · d6 – Czarny pionek · h6 – Biały hetman · f5 – Biała wieża · h5 – Biały pionek · e4 – Biały pionek · f3 – Biały pionek · a2 – Czarna wieża · f2 – Czarny hetman · h2 – Biały pionek · h1 – Biały król | c8 – Biała wieża · e7 – Czarny goniec · f7 – Czarny pionek · g7 – Czarny pionek · h7 – Czarny król · b6 – Czarny pionek · d6 – Czarny pionek · h6 – Biały hetman · f5 – Biała wieża · h5 – Biały pionek · e4 – Biały pionek · f3 – Biały pionek · a2 – Czarna wieża · f2 – Czarny hetman · h2 – Biały pionek · h1 – Biały król | c8 – Biała wieża · e7 – Czarny goniec · f7 – Czarny pionek · g7 – Czarny pionek · h7 – Czarny król · b6 – Czarny pionek · d6 – Czarny pionek · h6 – Biały hetman · f5 – Biała wieża · h5 – Biały pionek · e4 – Biały pionek · f3 – Biały pionek · a2 – Czarna wieża · f2 – Czarny hetman · h2 – Biały pionek · h1 – Biały król | c8 – Biała wieża · e7 – Czarny goniec · f7 – Czarny pionek · g7 – Czarny pionek · h7 – Czarny król · b6 – Czarny pionek · d6 – Czarny pionek · h6 – Biały hetman · f5 – Biała wieża · h5 – Biały pionek · e4 – Biały pionek · f3 – Biały pionek · a2 – Czarna wieża · f2 – Czarny hetman · h2 – Biały pionek · h1 – Biały król | c8 – Biała wieża · e7 – Czarny goniec · f7 – Czarny pionek · g7 – Czarny pionek · h7 – Czarny król · b6 – Czarny pionek · d6 – Czarny pionek · h6 – Biały hetman · f5 – Biała wieża · h5 – Biały pionek · e4 – Biały pionek · f3 – Biały pionek · a2 – Czarna wieża · f2 – Czarny hetman · h2 – Biały pionek · h1 – Biały król | c8 – Biała wieża · e7 – Czarny goniec · f7 – Czarny pionek · g7 – Czarny pionek · h7 – Czarny król · b6 – Czarny pionek · d6 – Czarny pionek · h6 – Biały hetman · f5 – Biała wieża · h5 – Biały pionek · e4 – Biały pionek · f3 – Biały pionek · a2 – Czarna wieża · f2 – Czarny hetman · h2 – Biały pionek · h1 – Biały król | c8 – Biała wieża · e7 – Czarny goniec · f7 – Czarny pionek · g7 – Czarny pionek · h7 – Czarny król · b6 – Czarny pionek · d6 – Czarny pionek · h6 – Biały hetman · f5 – Biała wieża · h5 – Biały pionek · e4 – Biały pionek · f3 – Biały pionek · a2 – Czarna wieża · f2 – Czarny hetman · h2 – Biały pionek · h1 – Biały król | c8 – Biała wieża · e7 – Czarny goniec · f7 – Czarny pionek · g7 – Czarny pionek · h7 – Czarny król · b6 – Czarny pionek · d6 – Czarny pionek · h6 – Biały hetman · f5 – Biała wieża · h5 – Biały pionek · e4 – Biały pionek · f3 – Biały pionek · a2 – Czarna wieża · f2 – Czarny hetman · h2 – Biały pionek · h1 – Biały król | 7 |
| 6 | c8 – Biała wieża · e7 – Czarny goniec · f7 – Czarny pionek · g7 – Czarny pionek · h7 – Czarny król · b6 – Czarny pionek · d6 – Czarny pionek · h6 – Biały hetman · f5 – Biała wieża · h5 – Biały pionek · e4 – Biały pionek · f3 – Biały pionek · a2 – Czarna wieża · f2 – Czarny hetman · h2 – Biały pionek · h1 – Biały król | c8 – Biała wieża · e7 – Czarny goniec · f7 – Czarny pionek · g7 – Czarny pionek · h7 – Czarny król · b6 – Czarny pionek · d6 – Czarny pionek · h6 – Biały hetman · f5 – Biała wieża · h5 – Biały pionek · e4 – Biały pionek · f3 – Biały pionek · a2 – Czarna wieża · f2 – Czarny hetman · h2 – Biały pionek · h1 – Biały król | c8 – Biała wieża · e7 – Czarny goniec · f7 – Czarny pionek · g7 – Czarny pionek · h7 – Czarny król · b6 – Czarny pionek · d6 – Czarny pionek · h6 – Biały hetman · f5 – Biała wieża · h5 – Biały pionek · e4 – Biały pionek · f3 – Biały pionek · a2 – Czarna wieża · f2 – Czarny hetman · h2 – Biały pionek · h1 – Biały król | c8 – Biała wieża · e7 – Czarny goniec · f7 – Czarny pionek · g7 – Czarny pionek · h7 – Czarny król · b6 – Czarny pionek · d6 – Czarny pionek · h6 – Biały hetman · f5 – Biała wieża · h5 – Biały pionek · e4 – Biały pionek · f3 – Biały pionek · a2 – Czarna wieża · f2 – Czarny hetman · h2 – Biały pionek · h1 – Biały król | c8 – Biała wieża · e7 – Czarny goniec · f7 – Czarny pionek · g7 – Czarny pionek · h7 – Czarny król · b6 – Czarny pionek · d6 – Czarny pionek · h6 – Biały hetman · f5 – Biała wieża · h5 – Biały pionek · e4 – Biały pionek · f3 – Biały pionek · a2 – Czarna wieża · f2 – Czarny hetman · h2 – Biały pionek · h1 – Biały król | c8 – Biała wieża · e7 – Czarny goniec · f7 – Czarny pionek · g7 – Czarny pionek · h7 – Czarny król · b6 – Czarny pionek · d6 – Czarny pionek · h6 – Biały hetman · f5 – Biała wieża · h5 – Biały pionek · e4 – Biały pionek · f3 – Biały pionek · a2 – Czarna wieża · f2 – Czarny hetman · h2 – Biały pionek · h1 – Biały król | c8 – Biała wieża · e7 – Czarny goniec · f7 – Czarny pionek · g7 – Czarny pionek · h7 – Czarny król · b6 – Czarny pionek · d6 – Czarny pionek · h6 – Biały hetman · f5 – Biała wieża · h5 – Biały pionek · e4 – Biały pionek · f3 – Biały pionek · a2 – Czarna wieża · f2 – Czarny hetman · h2 – Biały pionek · h1 – Biały król | c8 – Biała wieża · e7 – Czarny goniec · f7 – Czarny pionek · g7 – Czarny pionek · h7 – Czarny król · b6 – Czarny pionek · d6 – Czarny pionek · h6 – Biały hetman · f5 – Biała wieża · h5 – Biały pionek · e4 – Biały pionek · f3 – Biały pionek · a2 – Czarna wieża · f2 – Czarny hetman · h2 – Biały pionek · h1 – Biały król | 6 |
| 5 | c8 – Biała wieża · e7 – Czarny goniec · f7 – Czarny pionek · g7 – Czarny pionek · h7 – Czarny król · b6 – Czarny pionek · d6 – Czarny pionek · h6 – Biały hetman · f5 – Biała wieża · h5 – Biały pionek · e4 – Biały pionek · f3 – Biały pionek · a2 – Czarna wieża · f2 – Czarny hetman · h2 – Biały pionek · h1 – Biały król | c8 – Biała wieża · e7 – Czarny goniec · f7 – Czarny pionek · g7 – Czarny pionek · h7 – Czarny król · b6 – Czarny pionek · d6 – Czarny pionek · h6 – Biały hetman · f5 – Biała wieża · h5 – Biały pionek · e4 – Biały pionek · f3 – Biały pionek · a2 – Czarna wieża · f2 – Czarny hetman · h2 – Biały pionek · h1 – Biały król | c8 – Biała wieża · e7 – Czarny goniec · f7 – Czarny pionek · g7 – Czarny pionek · h7 – Czarny król · b6 – Czarny pionek · d6 – Czarny pionek · h6 – Biały hetman · f5 – Biała wieża · h5 – Biały pionek · e4 – Biały pionek · f3 – Biały pionek · a2 – Czarna wieża · f2 – Czarny hetman · h2 – Biały pionek · h1 – Biały król | c8 – Biała wieża · e7 – Czarny goniec · f7 – Czarny pionek · g7 – Czarny pionek · h7 – Czarny król · b6 – Czarny pionek · d6 – Czarny pionek · h6 – Biały hetman · f5 – Biała wieża · h5 – Biały pionek · e4 – Biały pionek · f3 – Biały pionek · a2 – Czarna wieża · f2 – Czarny hetman · h2 – Biały pionek · h1 – Biały król | c8 – Biała wieża · e7 – Czarny goniec · f7 – Czarny pionek · g7 – Czarny pionek · h7 – Czarny król · b6 – Czarny pionek · d6 – Czarny pionek · h6 – Biały hetman · f5 – Biała wieża · h5 – Biały pionek · e4 – Biały pionek · f3 – Biały pionek · a2 – Czarna wieża · f2 – Czarny hetman · h2 – Biały pionek · h1 – Biały król | c8 – Biała wieża · e7 – Czarny goniec · f7 – Czarny pionek · g7 – Czarny pionek · h7 – Czarny król · b6 – Czarny pionek · d6 – Czarny pionek · h6 – Biały hetman · f5 – Biała wieża · h5 – Biały pionek · e4 – Biały pionek · f3 – Biały pionek · a2 – Czarna wieża · f2 – Czarny hetman · h2 – Biały pionek · h1 – Biały król | c8 – Biała wieża · e7 – Czarny goniec · f7 – Czarny pionek · g7 – Czarny pionek · h7 – Czarny król · b6 – Czarny pionek · d6 – Czarny pionek · h6 – Biały hetman · f5 – Biała wieża · h5 – Biały pionek · e4 – Biały pionek · f3 – Biały pionek · a2 – Czarna wieża · f2 – Czarny hetman · h2 – Biały pionek · h1 – Biały król | c8 – Biała wieża · e7 – Czarny goniec · f7 – Czarny pionek · g7 – Czarny pionek · h7 – Czarny król · b6 – Czarny pionek · d6 – Czarny pionek · h6 – Biały hetman · f5 – Biała wieża · h5 – Biały pionek · e4 – Biały pionek · f3 – Biały pionek · a2 – Czarna wieża · f2 – Czarny hetman · h2 – Biały pionek · h1 – Biały król | 5 |
| 4 | c8 – Biała wieża · e7 – Czarny goniec · f7 – Czarny pionek · g7 – Czarny pionek · h7 – Czarny król · b6 – Czarny pionek · d6 – Czarny pionek · h6 – Biały hetman · f5 – Biała wieża · h5 – Biały pionek · e4 – Biały pionek · f3 – Biały pionek · a2 – Czarna wieża · f2 – Czarny hetman · h2 – Biały pionek · h1 – Biały król | c8 – Biała wieża · e7 – Czarny goniec · f7 – Czarny pionek · g7 – Czarny pionek · h7 – Czarny król · b6 – Czarny pionek · d6 – Czarny pionek · h6 – Biały hetman · f5 – Biała wieża · h5 – Biały pionek · e4 – Biały pionek · f3 – Biały pionek · a2 – Czarna wieża · f2 – Czarny hetman · h2 – Biały pionek · h1 – Biały król | c8 – Biała wieża · e7 – Czarny goniec · f7 – Czarny pionek · g7 – Czarny pionek · h7 – Czarny król · b6 – Czarny pionek · d6 – Czarny pionek · h6 – Biały hetman · f5 – Biała wieża · h5 – Biały pionek · e4 – Biały pionek · f3 – Biały pionek · a2 – Czarna wieża · f2 – Czarny hetman · h2 – Biały pionek · h1 – Biały król | c8 – Biała wieża · e7 – Czarny goniec · f7 – Czarny pionek · g7 – Czarny pionek · h7 – Czarny król · b6 – Czarny pionek · d6 – Czarny pionek · h6 – Biały hetman · f5 – Biała wieża · h5 – Biały pionek · e4 – Biały pionek · f3 – Biały pionek · a2 – Czarna wieża · f2 – Czarny hetman · h2 – Biały pionek · h1 – Biały król | c8 – Biała wieża · e7 – Czarny goniec · f7 – Czarny pionek · g7 – Czarny pionek · h7 – Czarny król · b6 – Czarny pionek · d6 – Czarny pionek · h6 – Biały hetman · f5 – Biała wieża · h5 – Biały pionek · e4 – Biały pionek · f3 – Biały pionek · a2 – Czarna wieża · f2 – Czarny hetman · h2 – Biały pionek · h1 – Biały król | c8 – Biała wieża · e7 – Czarny goniec · f7 – Czarny pionek · g7 – Czarny pionek · h7 – Czarny król · b6 – Czarny pionek · d6 – Czarny pionek · h6 – Biały hetman · f5 – Biała wieża · h5 – Biały pionek · e4 – Biały pionek · f3 – Biały pionek · a2 – Czarna wieża · f2 – Czarny hetman · h2 – Biały pionek · h1 – Biały król | c8 – Biała wieża · e7 – Czarny goniec · f7 – Czarny pionek · g7 – Czarny pionek · h7 – Czarny król · b6 – Czarny pionek · d6 – Czarny pionek · h6 – Biały hetman · f5 – Biała wieża · h5 – Biały pionek · e4 – Biały pionek · f3 – Biały pionek · a2 – Czarna wieża · f2 – Czarny hetman · h2 – Biały pionek · h1 – Biały król | c8 – Biała wieża · e7 – Czarny goniec · f7 – Czarny pionek · g7 – Czarny pionek · h7 – Czarny król · b6 – Czarny pionek · d6 – Czarny pionek · h6 – Biały hetman · f5 – Biała wieża · h5 – Biały pionek · e4 – Biały pionek · f3 – Biały pionek · a2 – Czarna wieża · f2 – Czarny hetman · h2 – Biały pionek · h1 – Biały król | 4 |
| 3 | c8 – Biała wieża · e7 – Czarny goniec · f7 – Czarny pionek · g7 – Czarny pionek · h7 – Czarny król · b6 – Czarny pionek · d6 – Czarny pionek · h6 – Biały hetman · f5 – Biała wieża · h5 – Biały pionek · e4 – Biały pionek · f3 – Biały pionek · a2 – Czarna wieża · f2 – Czarny hetman · h2 – Biały pionek · h1 – Biały król | c8 – Biała wieża · e7 – Czarny goniec · f7 – Czarny pionek · g7 – Czarny pionek · h7 – Czarny król · b6 – Czarny pionek · d6 – Czarny pionek · h6 – Biały hetman · f5 – Biała wieża · h5 – Biały pionek · e4 – Biały pionek · f3 – Biały pionek · a2 – Czarna wieża · f2 – Czarny hetman · h2 – Biały pionek · h1 – Biały król | c8 – Biała wieża · e7 – Czarny goniec · f7 – Czarny pionek · g7 – Czarny pionek · h7 – Czarny król · b6 – Czarny pionek · d6 – Czarny pionek · h6 – Biały hetman · f5 – Biała wieża · h5 – Biały pionek · e4 – Biały pionek · f3 – Biały pionek · a2 – Czarna wieża · f2 – Czarny hetman · h2 – Biały pionek · h1 – Biały król | c8 – Biała wieża · e7 – Czarny goniec · f7 – Czarny pionek · g7 – Czarny pionek · h7 – Czarny król · b6 – Czarny pionek · d6 – Czarny pionek · h6 – Biały hetman · f5 – Biała wieża · h5 – Biały pionek · e4 – Biały pionek · f3 – Biały pionek · a2 – Czarna wieża · f2 – Czarny hetman · h2 – Biały pionek · h1 – Biały król | c8 – Biała wieża · e7 – Czarny goniec · f7 – Czarny pionek · g7 – Czarny pionek · h7 – Czarny król · b6 – Czarny pionek · d6 – Czarny pionek · h6 – Biały hetman · f5 – Biała wieża · h5 – Biały pionek · e4 – Biały pionek · f3 – Biały pionek · a2 – Czarna wieża · f2 – Czarny hetman · h2 – Biały pionek · h1 – Biały król | c8 – Biała wieża · e7 – Czarny goniec · f7 – Czarny pionek · g7 – Czarny pionek · h7 – Czarny król · b6 – Czarny pionek · d6 – Czarny pionek · h6 – Biały hetman · f5 – Biała wieża · h5 – Biały pionek · e4 – Biały pionek · f3 – Biały pionek · a2 – Czarna wieża · f2 – Czarny hetman · h2 – Biały pionek · h1 – Biały król | c8 – Biała wieża · e7 – Czarny goniec · f7 – Czarny pionek · g7 – Czarny pionek · h7 – Czarny król · b6 – Czarny pionek · d6 – Czarny pionek · h6 – Biały hetman · f5 – Biała wieża · h5 – Biały pionek · e4 – Biały pionek · f3 – Biały pionek · a2 – Czarna wieża · f2 – Czarny hetman · h2 – Biały pionek · h1 – Biały król | c8 – Biała wieża · e7 – Czarny goniec · f7 – Czarny pionek · g7 – Czarny pionek · h7 – Czarny król · b6 – Czarny pionek · d6 – Czarny pionek · h6 – Biały hetman · f5 – Biała wieża · h5 – Biały pionek · e4 – Biały pionek · f3 – Biały pionek · a2 – Czarna wieża · f2 – Czarny hetman · h2 – Biały pionek · h1 – Biały król | 3 |
| 2 | c8 – Biała wieża · e7 – Czarny goniec · f7 – Czarny pionek · g7 – Czarny pionek · h7 – Czarny król · b6 – Czarny pionek · d6 – Czarny pionek · h6 – Biały hetman · f5 – Biała wieża · h5 – Biały pionek · e4 – Biały pionek · f3 – Biały pionek · a2 – Czarna wieża · f2 – Czarny hetman · h2 – Biały pionek · h1 – Biały król | c8 – Biała wieża · e7 – Czarny goniec · f7 – Czarny pionek · g7 – Czarny pionek · h7 – Czarny król · b6 – Czarny pionek · d6 – Czarny pionek · h6 – Biały hetman · f5 – Biała wieża · h5 – Biały pionek · e4 – Biały pionek · f3 – Biały pionek · a2 – Czarna wieża · f2 – Czarny hetman · h2 – Biały pionek · h1 – Biały król | c8 – Biała wieża · e7 – Czarny goniec · f7 – Czarny pionek · g7 – Czarny pionek · h7 – Czarny król · b6 – Czarny pionek · d6 – Czarny pionek · h6 – Biały hetman · f5 – Biała wieża · h5 – Biały pionek · e4 – Biały pionek · f3 – Biały pionek · a2 – Czarna wieża · f2 – Czarny hetman · h2 – Biały pionek · h1 – Biały król | c8 – Biała wieża · e7 – Czarny goniec · f7 – Czarny pionek · g7 – Czarny pionek · h7 – Czarny król · b6 – Czarny pionek · d6 – Czarny pionek · h6 – Biały hetman · f5 – Biała wieża · h5 – Biały pionek · e4 – Biały pionek · f3 – Biały pionek · a2 – Czarna wieża · f2 – Czarny hetman · h2 – Biały pionek · h1 – Biały król | c8 – Biała wieża · e7 – Czarny goniec · f7 – Czarny pionek · g7 – Czarny pionek · h7 – Czarny król · b6 – Czarny pionek · d6 – Czarny pionek · h6 – Biały hetman · f5 – Biała wieża · h5 – Biały pionek · e4 – Biały pionek · f3 – Biały pionek · a2 – Czarna wieża · f2 – Czarny hetman · h2 – Biały pionek · h1 – Biały król | c8 – Biała wieża · e7 – Czarny goniec · f7 – Czarny pionek · g7 – Czarny pionek · h7 – Czarny król · b6 – Czarny pionek · d6 – Czarny pionek · h6 – Biały hetman · f5 – Biała wieża · h5 – Biały pionek · e4 – Biały pionek · f3 – Biały pionek · a2 – Czarna wieża · f2 – Czarny hetman · h2 – Biały pionek · h1 – Biały król | c8 – Biała wieża · e7 – Czarny goniec · f7 – Czarny pionek · g7 – Czarny pionek · h7 – Czarny król · b6 – Czarny pionek · d6 – Czarny pionek · h6 – Biały hetman · f5 – Biała wieża · h5 – Biały pionek · e4 – Biały pionek · f3 – Biały pionek · a2 – Czarna wieża · f2 – Czarny hetman · h2 – Biały pionek · h1 – Biały król | c8 – Biała wieża · e7 – Czarny goniec · f7 – Czarny pionek · g7 – Czarny pionek · h7 – Czarny król · b6 – Czarny pionek · d6 – Czarny pionek · h6 – Biały hetman · f5 – Biała wieża · h5 – Biały pionek · e4 – Biały pionek · f3 – Biały pionek · a2 – Czarna wieża · f2 – Czarny hetman · h2 – Biały pionek · h1 – Biały król | 2 |
| 1 | c8 – Biała wieża · e7 – Czarny goniec · f7 – Czarny pionek · g7 – Czarny pionek · h7 – Czarny król · b6 – Czarny pionek · d6 – Czarny pionek · h6 – Biały hetman · f5 – Biała wieża · h5 – Biały pionek · e4 – Biały pionek · f3 – Biały pionek · a2 – Czarna wieża · f2 – Czarny hetman · h2 – Biały pionek · h1 – Biały król | c8 – Biała wieża · e7 – Czarny goniec · f7 – Czarny pionek · g7 – Czarny pionek · h7 – Czarny król · b6 – Czarny pionek · d6 – Czarny pionek · h6 – Biały hetman · f5 – Biała wieża · h5 – Biały pionek · e4 – Biały pionek · f3 – Biały pionek · a2 – Czarna wieża · f2 – Czarny hetman · h2 – Biały pionek · h1 – Biały król | c8 – Biała wieża · e7 – Czarny goniec · f7 – Czarny pionek · g7 – Czarny pionek · h7 – Czarny król · b6 – Czarny pionek · d6 – Czarny pionek · h6 – Biały hetman · f5 – Biała wieża · h5 – Biały pionek · e4 – Biały pionek · f3 – Biały pionek · a2 – Czarna wieża · f2 – Czarny hetman · h2 – Biały pionek · h1 – Biały król | c8 – Biała wieża · e7 – Czarny goniec · f7 – Czarny pionek · g7 – Czarny pionek · h7 – Czarny król · b6 – Czarny pionek · d6 – Czarny pionek · h6 – Biały hetman · f5 – Biała wieża · h5 – Biały pionek · e4 – Biały pionek · f3 – Biały pionek · a2 – Czarna wieża · f2 – Czarny hetman · h2 – Biały pionek · h1 – Biały król | c8 – Biała wieża · e7 – Czarny goniec · f7 – Czarny pionek · g7 – Czarny pionek · h7 – Czarny król · b6 – Czarny pionek · d6 – Czarny pionek · h6 – Biały hetman · f5 – Biała wieża · h5 – Biały pionek · e4 – Biały pionek · f3 – Biały pionek · a2 – Czarna wieża · f2 – Czarny hetman · h2 – Biały pionek · h1 – Biały król | c8 – Biała wieża · e7 – Czarny goniec · f7 – Czarny pionek · g7 – Czarny pionek · h7 – Czarny król · b6 – Czarny pionek · d6 – Czarny pionek · h6 – Biały hetman · f5 – Biała wieża · h5 – Biały pionek · e4 – Biały pionek · f3 – Biały pionek · a2 – Czarna wieża · f2 – Czarny hetman · h2 – Biały pionek · h1 – Biały król | c8 – Biała wieża · e7 – Czarny goniec · f7 – Czarny pionek · g7 – Czarny pionek · h7 – Czarny król · b6 – Czarny pionek · d6 – Czarny pionek · h6 – Biały hetman · f5 – Biała wieża · h5 – Biały pionek · e4 – Biały pionek · f3 – Biały pionek · a2 – Czarna wieża · f2 – Czarny hetman · h2 – Biały pionek · h1 – Biały król | c8 – Biała wieża · e7 – Czarny goniec · f7 – Czarny pionek · g7 – Czarny pionek · h7 – Czarny król · b6 – Czarny pionek · d6 – Czarny pionek · h6 – Biały hetman · f5 – Biała wieża · h5 – Biały pionek · e4 – Biały pionek · f3 – Biały pionek · a2 – Czarna wieża · f2 – Czarny hetman · h2 – Biały pionek · h1 – Biały król | 1 |
|   | a | b | c | d | e | f | g | h |   |

Druga partia miała bardziej dramatyczny przebieg. Zawodnicy zdecydowali się na wariant partii włoskiej, w której grający białymi figurami Carlsen przeszedł do ofensywy na skrzydle hetmańskim, by następnie w swoim stylu poświęcić pionka za dalszą inicjatywę. Powstała skomplikowana pozycja, w wyniku której po serii wymian doszło do załamania symetrii w grze końcowej, gdzie obrońca tytułu dysponował przewagą pary gońców w stosunku do jednej wieży pretendenta. Wydawało się, że w świetle przewagi (także na zegarze) mistrz świata zdoła zakończyć partię zwycięstwem, jednak Kariakin heroiczną obroną zdołał uzyskać pata po 84. posunięciu.
W połowie dogrywki spotkanie wciąż pozostawało więc nierozstrzygnięte.
Trzecia konfrontacja rozpoczęła się rozgrywką hiszpańską, a potem szybko zaczęła swym przebiegiem przypominać uprzednią partię. W pewnym momencie grający czarnymi Carlsen ofiarował rywalowi pionka, z której to ofiary Kariakin skorzystał, co pozwoliło temu pierwszemu na przedarcie się w otoczenie króla przeciwnika. Tym razem jednak, w kontraście do poprzedniej potyczki, Kariakin ugiął się w końcu pod naporem Carlsena oraz pod presją czasu i popełnił katastrofalny błąd w obronie, w wyniku którego poddał partię po ruchu numer 38. To był kluczowy moment meczu.
W czwartej partii dogrywki Kariakin musiał już odnieść zwycięstwo, by pozostać w dalszej walce o tytuł – inaczej mistrzem pozostawał Carlsen. Grający czarnym kolorem pretendent zdecydował się zagrać obronę sycylijską i prowadzić agresywną grę. Obrońca tytułu przez cały przebieg starcia miał jednak sytuację pod kontrolą i to on zadał decydujący cios w końcówce, przeprowadzając efektowną, matującą kombinację z ofiarą hetmana w 50. posunięciu.
Końcowy rezultat dogrywki brzmiał więc 3 : 1, a wynik całego meczu 9 : 7 dla Magnusa Carlsena, co oznaczało, że Norweg pozostał mistrzem świata. Następny mecz o prymat najlepszego szachisty na świecie został przez Międzynarodową Federację Szachową zaplanowany na listopad 2018 roku.